# Glänzender Liguster
Der Glänzende Liguster oder Glanz-Liguster (Ligustrum lucidum) ist ein großer Strauch oder kleiner Baum aus der Familie der Ölbaumgewächse. Sein Verbreitungsgebiet liegt in China.

## Beschreibung

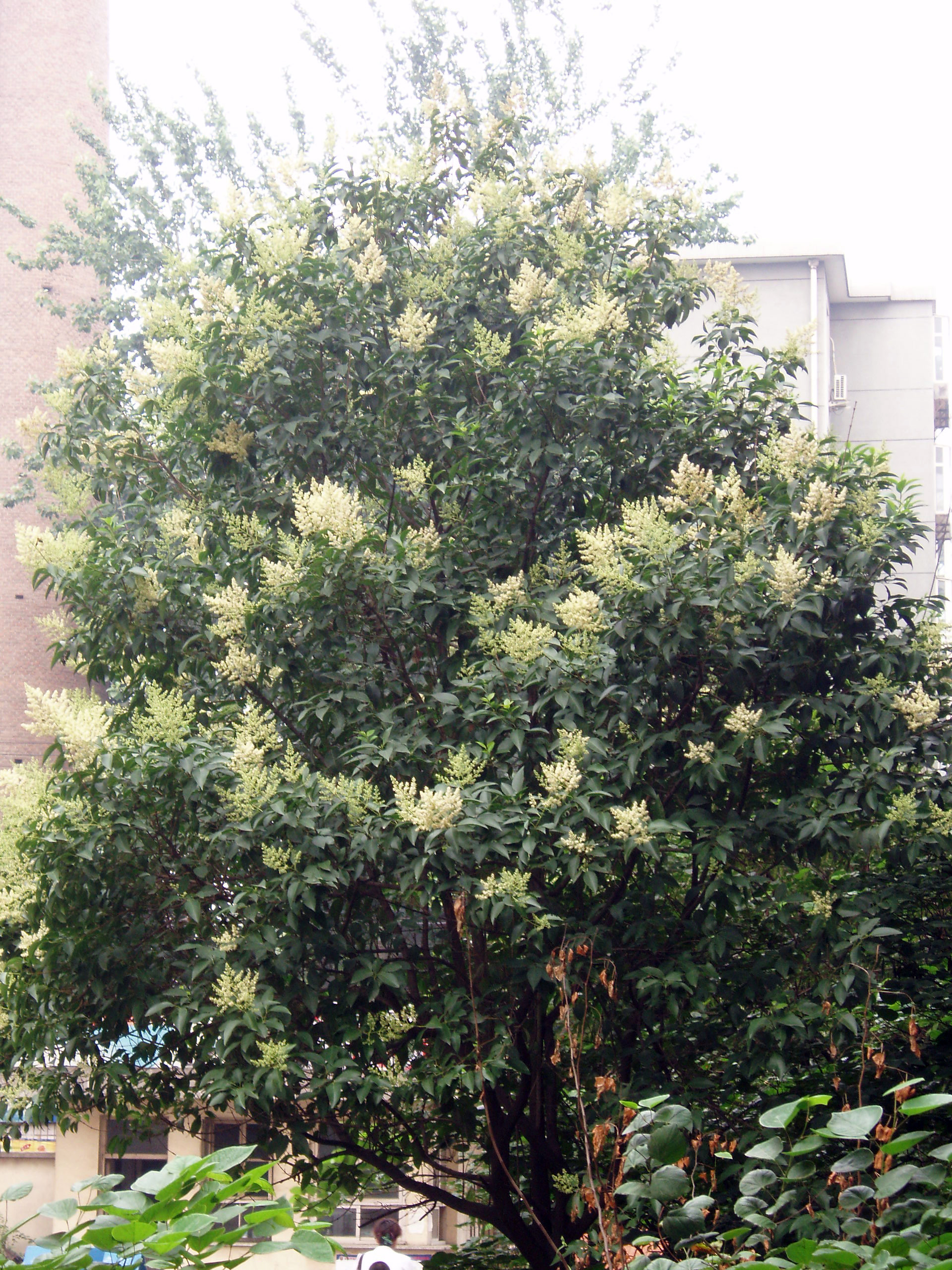
Blühender Baum

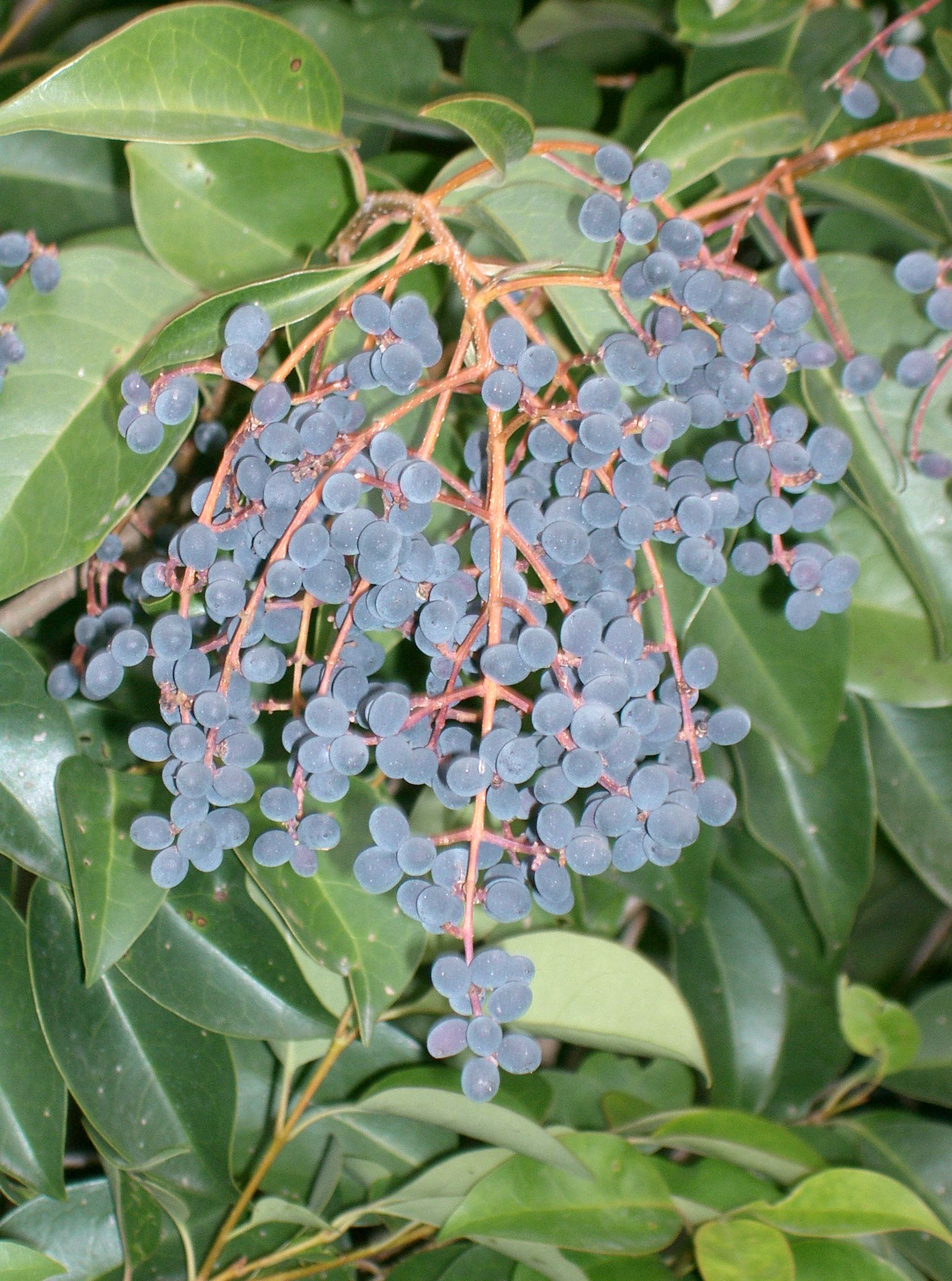
Früchte

Der Glänzende Liguster ist ein immergrüner oder laubabwerfender, bis über 10 (20) Meter hoher Strauch oder Baum mit kahlen Trieben und mit Korkporen besetzten Zweigen. 
Die gegenständigen, einfachen Laubblätter haben einen 1 bis 3 Zentimeter langen Blattstiel. Die ganzrandige, kahle Blattspreite ist einfach, ledrig, 6 bis 17 Zentimeter lang und 3 bis 8 Zentimeter breit, eiförmig bis lanzettlich, spitz oder zugespitzt mit stumpfer bis keilförmiger Basis. Die Blattoberseite ist glänzend dunkelgrün, die Unterseite ist heller als die Oberseite. Es werden sechs bis acht auf beiden Blattseiten gut sichtbare Nervenpaare gebildet.
Die duftenden Blüten stehen, zu bis über 250, in 12 bis 20 Zentimeter langen und ebenso breiten Rispen. Die kleinen, zwittrigen und cremefarbenen Einzelblüten sind sitzend oder beinahe sitzend. Sie haben einen etwa 1,5 bis 2 Millimeter großen, becherförmigen und vierzipfligen Kelch, eine 4 bis 5 Millimeter breite Blütenkrone mit einer kleinen Kronröhre von ähnlicher Länge wie die 4 zurückgelegten Zipfel. Die 2 vorstehenden Staubblätter reichen bis zu den Zipfeln der Blütenkrone, die Staubbeutel sind 1 bis 1,5 Millimeter lang. Der zweikammerige Fruchtknoten ist oberständig mit einem relativ kurzen Griffel und zweilappiger Narbe. Am Fruchtknoten sind Nektarien vorhanden.
Die ein- bis zweisamigen Früchte sind ellipsoide bis rundliche, 6 bis 9 Millimeter lange und 4 bis 6 Millimeter breite, tief blau-schwarze, beerenartige Steinfrüchte. Die runzligen, hellbraunen Steinkern besitzen eine papierige Schale.
Die Art blüht von Mai bis Juli.
Die Chromosomenzahl beträgt 2n = 46.

## Verbreitung und Ökologie
Das natürliche Verbreitungsgebiet liegt in der gemäßigten Zone von Asien im zentralen bis südöstlichen China, Tibet und im südlichen Korea. In Japan, in Teilen Afrikas, im westlichen Südeuropa, Australien, Neuseeland, Nord- und Südamerika wurde er eingebürgert. Die Art wächst in Steppen und Trockenwäldern in Höhen bis 2900 Metern auf frischen, schwach sauren bis schwach alkalischen, sandig-lehmigen bis lehmigen, mäßig nährstoffreichen Böden an licht- bis halbschattigen Standorten. Sie ist wärmeliebend und mäßig frosthart.
Die ökologischen Zeigerwerte nach Landolt et al. 2010 sind in der Schweiz: Feuchtezahl F = 2+ (frisch), Lichtzahl L = 3 (halbschattig), Reaktionszahl R = 3 (schwach sauer bis neutral), Temperaturzahl T = 5 (sehr warm-kollin), Nährstoffzahl N = 3 (mäßig nährstoffarm bis mäßig nährstoffreich), Kontinentalitätszahl K = 2 (subozeanisch).

## Systematik und Forschungsgeschichte
Der Glänzende Liguster (Ligustrum lucidum) ist eine Art aus der Gattung der Liguster (Ligustrum) in der Familie der Ölbaumgewächse (Oleaceae), Tribus Oleeae. Die Art wurde von William Townsend Aiton im Jahr 1810 erstbeschrieben.

## Verwendung
Der Glänzende Liguster wird selten forstwirtschaftlich genutzt. Aufgrund der dekorativen Blüten wird er als Ziergehölz verwendet, wobei auch mehrere Sorten unterschieden werden, darunter 'Tricolor' mit rosafarbenen jungen und gelben älteren Blättern und 'Excelsum Superbum' mit tiefgelb panaschierten Blättern und kleinen weißen zum Rand hin cremefarbenen Blüten. Obwohl die Beeren giftig sind, werden sie in China zur Vorbeugung gegen Knochenmarkschwund, für die Chemotherapie und gegen AIDS und Hepatitis eingesetzt.